# Bräcketjärnen, Ångermanland
Bräcketjärnen är en sjö i Kramfors kommun i Ångermanland och ingår i Nätraån-Ångermanälvens kustområde.